# 白色閃電
《白色闪电》是中國有關乒乓球題材的運動校園動畫影集，由画枚动画製作並由倪佳菲執導。第一季于2024年7月20日起在bilibili與騰訊視頻兩個平臺首播，共6话。2025年3月14日，官方正式宣布日语院线剪辑版《乒乓少女-闪光的彼方-》将于2025年5月16日在日本院线上映。
本作以浙江杭州为背景，是一部在中国互联网中少见的以乒乓球为题材的动画。

## 劇情
张若饴在十三岁的一场失利后被迫放弃乒乓球职业选手的道路，在家人的安排下远赴南方的启明中学。开学第一天，在前往班级报到的路上，张若饴试图归还王麓的乒乓球却不慎击中后者的前额；两人关系也因张若饴过于直白的言行而紧张。排队等待报到时，热爱乒乓的李新桐无意看见了张若饴的球拍包，兴奋地与后者交谈；两人关系因乒乓和李新桐温柔的性格而加深。开学第二天，丁晓轻浮毛躁的性格令张若饴反感。下午，除王麓以外的三人决定加入新成立的校队，丁晓对球队摸底测试轻视的态度令张若饴生气，但不久后平静下来的张因看见丁晓正在玩张小时候曾与姐姐玩的游戏而引发回忆；两人也很快和解。
王麓初中时曾在一场失利后因自己的逃避心理和父母的影响下决定退出球队，但在高中她结识了另外三位少女，令她重新思考对乒乓的态度。恰巧临江实验中学校队的龙芍和陈宁宁试图与张若饴打球，后者和王麓决定迎战。尽管一开始二人处于下风，但张若饴和王麓战胜了过去的自己，成功反败为胜。事后，王麓决定加入校队。四位少女将共同面对挑战。

## 角色

### 主要角色[3][4]
张若饴（配音：叶知秋（中）／夏川椎菜（日））
张若饴出身乒乓世家，是一位球技高超，性格内敛的寡言少女。她自小热爱乒乓，可十三岁的一场失利，让她只能放弃职业选手的道路，在家人的安排下远赴南方的启明中学，回归普通的校园生活。
现实的打击以及陌生的环境，让曾经意志坚定的张若饴也开始对未来产生迷茫。就在此时，她与几名少女相逢，从此重燃了打球的激情……
王麓（配音：阎么么（中）／雨宫天（日））
王麓外表大方，处事游刃有余，是老师和家人眼中的全能好学生。出身商人家庭，从小受宠的她天资聪颖，爱表现，在学习和课外领域屡创佳绩。
王麓曾经选择乒乓，是为了让自己的优等生光环锦上添花。抱着这种心态，她练就了炫目的球风，却也从此止步于他人的夸赞，不再寻求突破。这样的心态，持续到王麓进入高中，并在启明中学遇到另外几名少女为止……
李新桐（配音：沈念如（中）／麻倉桃（日））
李新桐表面害羞，但在自己热爱的乒乓面前，却能滔滔不绝地讲解技术，是一名乐观积极的温柔少女。
李新桐坦然地接受自己球技的平凡，但从未放弃过打球。她具有强大的情绪感知力，在他人对未来产生迷茫的时候，李新桐总会用温柔的笑容治愈大家。来到启明中学的第一天，李新桐便惊喜地遇到了和自己一样喜欢乒乓的少女们……
丁晓（配音：姜英俊（中）／户松遥（日））
丁晓看似开朗悠哉，实则是个令人有些捉摸不透的中性少女。作为少见的直板选手，她拥有鬼才一般的实力，时常灵光一闪打出神奇的球路。
丁晓总是流连于公园打野球，结识各种友人，养成了广泛的爱好。然而她轻浮毛躁的性格，也时常让身边的人感到苦恼。升上启明中学后，丁晓本想继续度过无忧无虑的生活，却被一张乒乓球队宣传海报吸引了注意……

## 制作人员
- 导演：佳菲
- 出品/制作：画枚动画
- 联合出品：腾讯视频、bilibili
- 出品人：贾雪雯、佳菲
- 联合出品人：孙忠怀、李旎
- 总监制：贾雪雯、马延琨、张圣晏
- 总策划：贾雪雯、崔超
- 制片人：贾雪雯
- 联合制片人：刘佳靓、黄思齐、陈卿、尹一诺
- 企划：李宇驰、佳菲、以北
- 编剧：渣克、LAX、佳菲
- 角色原案：乡只
- 角色设定：罗艺蓓、煎饼果子
- 场景导演：浓眉超人
- 场景副导演：宋廷静
- 作画导演：黄元哲
- 作画监督：张志浩、梁博雅
- 运动监督：胡博、SMDK
- 乒乓球顾问：陈峰、陈娇
- 后期导演：梁博文
- 后期副导演：金浩敔
- 声音导演：郭川
- 配音导演：藤新
- 配音团队：藤韵文化
- 商务统筹：饶思嘉
- 营销统筹：阿青、吴双、余美辰、袁复鹤、苍菂
- 运营统筹：陈倩倩、李绘琳、张圣子、牛璐瑶、汪小淇

## 劇集

### 第一季
| 话数 | 标题           | 剧本              | 分镜                 | 作画导演 | 上线日期      |
| ---- | -------------- | ----------------- | -------------------- | -------- | ------------- |
| 1    | 一颗球的缘分   | 渣克、LAX、倪佳菲 | 倪佳菲、几维         | 赤子心   | 2024年7月20日 |
| 2    | 球场见分晓     | 渣克、LAX、倪佳菲 | 倪佳菲、几维         | 赤子心   | 2024年7月20日 |
| 3    | 闯入球队的少女 | 渣克、LAX、倪佳菲 | 倪佳菲、几维         | 赤子心   | 2024年7月27日 |
| 4    | 意外频出的测试 | 渣克、LAX、倪佳菲 | 倪佳菲、几维、王俊霖 | 赤子心   | 2024年8月3日  |
| 5    | 动摇的内心     | 渣克、LAX、倪佳菲 | 倪佳菲、几维         | 赤子心   | 2024年8月10日 |
| 6    | 最后一枚拼图   | 渣克、LAX、倪佳菲 | 倪佳菲、几维         | 赤子心   | 2024年8月17日 |

## 歌曲

### 中配版
| 曲序 | 曲目                          |                            | 作曲                  | 编曲         | 演唱                           | 时长 |
| ---- | ----------------------------- | -------------------------- | --------------------- | ------------ | ------------------------------ | ---- |
| 1.   | 闪耀吧（片头曲）              | 启明动漫社、Fasi法西       | Fasi法西/Hoodland卡特 | Hoodland卡特 | 徐梦洁                         | 3:26 |
| 2.   | 不褪色的梦（第1—5话片尾曲）   | 陈乐一                     | 犬舍乐队              | 犬舍乐队     | 犬舍乐队                       | 4:29 |
| 3.   | 唱给你的歌（第6话特别片尾曲） | 腾云驾雾琉璃仙、启明动漫社 | 苍小天                | 苍小天       | 叶知秋、阎么么、沈念如、姜英俊 | 3:25 |

### 日配版
| 曲序 | 曲目                                             | 作曲     | 演唱    |
| ---- | ------------------------------------------------ | -------- | ------- |
| 1.   | アストライド（片头曲）                           |          | TrySail |
| 2.   | 色褪せない夢（片尾曲——不褪色的梦 Japanese Ver.） | 犬舍乐队 |         |

## 製作与发行
2019年，画枚动画成立后便开始企划《白色闪电》，但由于疫情等因素企划一再延期。
2021年8月11日，畫枚動畫髮表了《白色閃電》的預告PV。
2024年6月22日，經過長達三年的製作，第一季《白色閃電》宣佈定檔，同時也髮佈了最終PV。需要注意的是，新版預告片在作畫全方麵上都要比初版的完善；主角團最初五顏六色的頭髮也均被替換成了更加写實的黑髮和褐发（或称棕发）。动画正式播出后每话片头也添加了说明：
|  | 本作角色发色仅因艺术创作的角色差异化需要，未成年人请勿学习和模仿。 |

播出前，画枚动画曾试图找品牌合作，但因缺乏市场数据而未果；最终，贾雪雯决定由公司出资几十万元先制作衍生品。
第一季于7月20日09:00開播，並於每週六更新，已于8月17日完结，共6话。官方于8月23日18:00发布小剧场，每周五更新，其于2025年1月10日完结，共21集。相关动画《圆爪村》于1月16日起每周不定时更新。
制作人贾雪雯透露，创作团队已与“海外头部发行公司”达成合作，2024年的下半年将进行中国海外影视发行权和商务推广。

## 相关作品
2025年3月14日，官方发布动画日语院线剪辑版《乒乓少女-闪光的彼方-》（日语：卓球少女 -閃光のかなたへ-）预告，该电影由Aniplex担任日本地区的代理发行，于2025年5月16日在日本院线上映。

## 反响

### 评价

#### 公众评价
| 媒体网站         | 累计平均得分         |
| ---------------- | -------------------- |
| bilibili         | 9.7 / 10（1988人评） |
| 豆瓣             | 暂无（587人评）      |
| Bangumi 番组计划 | 6.3 / 10（431人评）  |
| 腾讯视频         | 暂无（3.4万余人评）  |
| IMDb             | 7.2 / 10（5人评）    |
| AniList          | 58%（34人评）        |

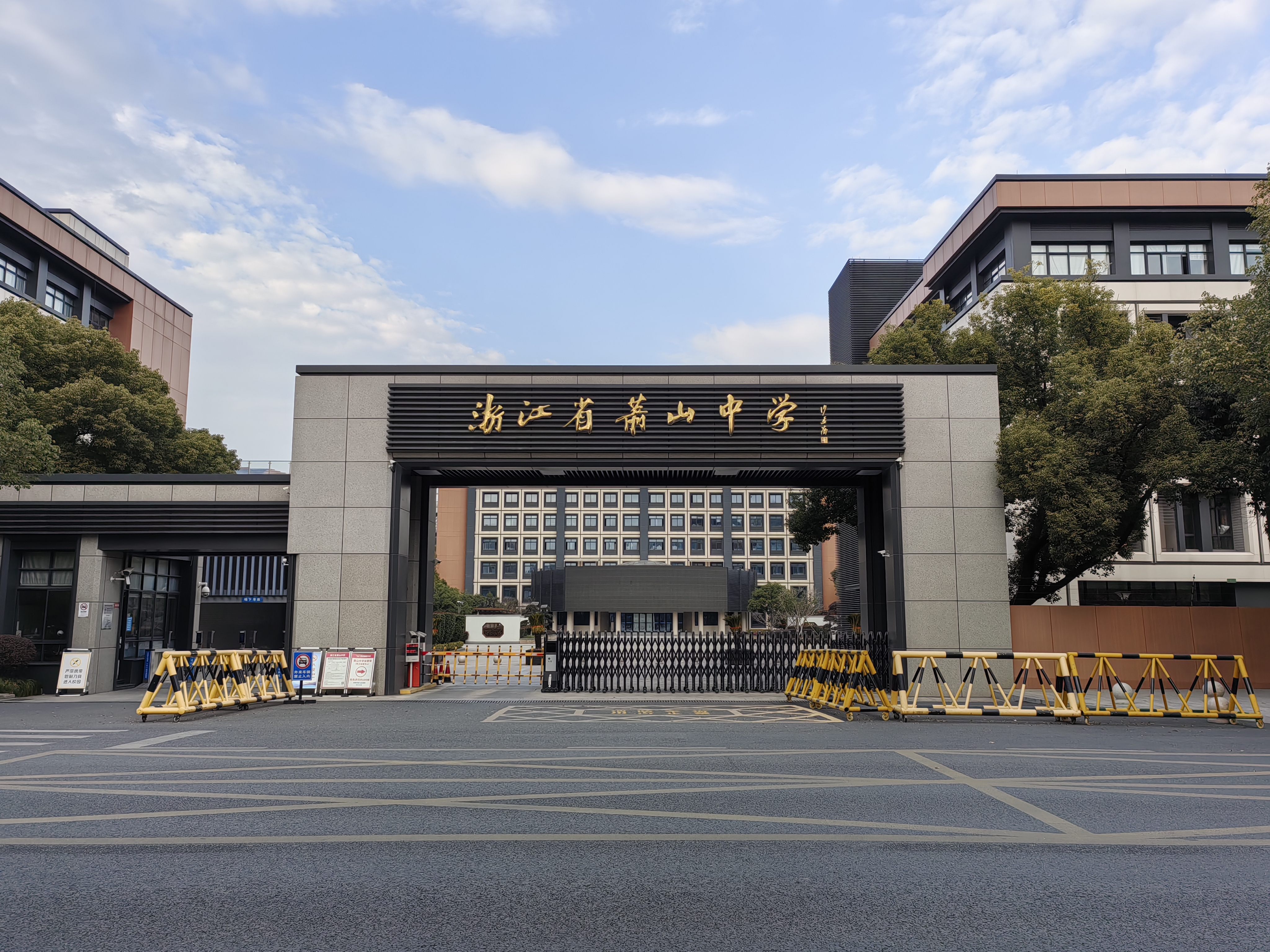
浙江省蕭山中學

本作因在浙江省蕭山中學采风，动画播出后受到不少萧山中学学子留言感谢，萧山中学乒乓球队一些队员的家长对自己的孩子参与了动画取材而很自豪。
杭州市民“小许”（化名）表示：“没想到我家乡的场景能这么写实地出现在动画中，太惊喜了”。

#### 媒体评价
《杭州日报》赞扬本作“制作精良”，并宣称“随处可见杭州元素”和“在故事内核的打磨上，创作团队同样下了很多功夫”。潮新闻也评论“杭州元素颇多”，并称赞“不仅片子出圈了，‘萧山中学乒乓球队’也获得了不少流量。”
澎湃新闻认为本作“精彩的比赛作画和浓郁的现实气息都让人眼前一亮”；且评论剧情“很套路”，但“胜在人物鲜活、制作精良，即便剧情发展完全在意料之中还是让人看得津津有味”，并宣称在如今的国产动画中，这种充满现实气息的作品实在太少。最后批评“篇幅太短”，“只是讲完了‘集齐队员’这第一步”；但同时表示制作组对此IP有“长远规划”，并表达祝愿。

### 公众反应
截至2024年8月30日，《白色闪电》全网播放量超过4000万次，周边全网销售额突破100万元；抖音全站累计播放量超2.1亿次，动画相关内容全网阅读量破4.7亿次。

## 外部連結
- 白色閃電的哔哩哔哩个人空间
- 白色閃電的新浪微博
- 豆瓣电影上《白色閃電》的資料 （简体中文）
- 互联网电影数据库（IMDb）上《白色閃電》的资料（英文）